# Hérazaya
Hérazaya (ou Herezaya) est un village du Cameroun situé dans le département du Logone-et-Chari et la Région de l'Extrême-Nord, au sud-est du lac Tchad, à la frontière avec le Tchad. Il fait partie de la commune de Kousséri et du canton de Amchédiré.

## Population
Lors du recensement de 2005, 1 228 personnes y ont été dénombrées.